# Гуггенхайм, Марк
Марк Гу́ггенхайм (англ. Marc Guggenheim, род. 24 сентября 1970, Лонг-Айленд) — американский продюсер и сценарист комиксов.

## Биография
Марк Гуггенхайм родился в еврейской семье на Лонг-Айленде. Он окончил Университет штата Нью-Йорк в Олбани. Его братьями являются сценаристы Эрик и Дэвид Гуггенхаймы.
Гуггенхайм женат на сценаристке и продюсере Таре Баттерс, которая работала над такими телесериалами, как «Агент Картер», «Воскрешение» и «Кукольный дом».

## Фильмография

### Телевидение
| Год            | Название                             | Указан в титрах как | Указан в титрах как | Указан в титрах как     | Примечания                                                                      |
| Год            | Название                             | Сценарист           | Продюсер            | Исполнительный продюсер | Примечания                                                                      |
| -------------- | ------------------------------------ | ------------------- | ------------------- | ----------------------- | ------------------------------------------------------------------------------- |
| 2001           | Практика                             | Да                  |                     |                         | Сценарист (1 эпизод), один из сценаристов                                       |
| 2003           | Прочная сеть                         | Да                  |                     |                         | Сценарист (1 эпизод)                                                            |
| 2001–2004      | Закон и порядок                      | Да                  | Да                  |                         | Сценарист (8 эпизодов), исполнительный редактор сценариев; сопродюсер, продюсер |
| 2004–2005      | Джек и Бобби                         | Да                  | Да                  |                         | Сценарист (4 эпизода); наблюдающий продюсер                                     |
| 2005           | C.S.I.: Место преступления Майами    | Да                  | Да                  |                         | Сценарист (3 эпизода); наблюдающий продюсер                                     |
| 2006           | По справедливости                    | Да                  | Да                  |                         | Сценарист (1 эпизод); наблюдающий продюсер                                      |
| 2006–2007      | Братья и сёстры                      | Да                  | Да                  |                         | Сценарист (2 эпизода); консультирующий продюсер                                 |
| 2008–2009      | Элай Стоун                           | Да                  |                     | Да                      | Один из создателей; сценарист (5 эпизодов)                                      |
| 2009–2010      | Вспомни, что будет                   | Да                  |                     | Да                      | Сценарист (4 эпизода)                                                           |
| 2010–2011      | Необыкновенная семейка               | Да                  | Да                  |                         | Сценарист (3 эпизода); консультирующий продюсер                                 |
| 2012–наст. вр. | Стрела                               | Да                  |                     | Да                      | Один из создателей; сценарист (27 эпизодов)                                     |
| 2015–наст. вр. | Виксен                               | Да                  |                     | Да                      | Сценарист (1 эпизод)                                                            |
| 2016–наст. вр. | Легенды завтрашнего дня              | Да                  |                     | Да                      | Один из создателей; сценарист (8 эпизодов)                                      |
| 2016           | Охотники на троллей: Истории Аркадии | Да                  |                     | Да                      | Исполнительный продюсер; сценарист                                              |

### Кино
| Год  | Название                     | Указан в титрах как | Примечания                                                |
| ---- | ---------------------------- | ------------------- | --------------------------------------------------------- |
| 2011 | Зелёный Фонарь               | Сценарист           | С Грегом Берланти и Майклом Грином и Майклом Голденбергом |
| 2013 | Перси Джексон и Море чудовищ | Сценарист           | основано на одноимённом романе Рика Риордана              |

### Видеоигры
| Год  | Название                 | Указан в титрах как | Примечания                                                  |
| ---- | ------------------------ | ------------------- | ----------------------------------------------------------- |
| 2005 | Perfect Dark Zero        | Сценарист           | С Дэйлом Марчи                                              |
| 2006 | Call of Duty 3           | Сценарист           | С Ричардом Фаррелли и Адамом Гаскойном                      |
| 2009 | Join the Mosaic          | Сценарист           |                                                             |
| 2009 | X-Men Origins: Wolverine | Сценарист           | Основано на фильме «Люди Икс: Начало. Росомаха» Гэвина Худа |
| 2010 | Singularity              | Сценарист           | С Линдси Аллен и Эмили Сильвер                              |